# 清平镇 (绵竹市)
清平乡，是中华人民共和国四川省德阳市绵竹市下辖的一个乡镇级行政单位。

## 行政区划
清平乡下辖以下地区：
盐井村、院通村、棋盘村、圆包村、湔沟村和昊华清平磷矿社区。